# Mateus Uribe
Andrés Mateus Uribe Villa (Medellín, 21 maart 1991) is een Colombiaans voetballer die doorgaans als middenvelder speelt. Hij verruilde Club América in augustus 2019 voor FC Porto. Uribe debuteerde in 2017 in het Colombiaans voetbalelftal.

## Carrière
Uribe debuteerde in het betaald voetbal bij Deportivo Español, op het tweede niveau in Argentinië. Dat verruilde hij in januari 2012 voor Envigado. Hier groeide hij uit tot basisspeler op het hoogste niveau in zijn geboorteland. Zijn ploeg bevond zich in de jaren dat hij er speelde voornamelijk in het rechterrijtje van de ranglijst, zonder ooit in echte problemen te komen. Na drie jaar verhuisde hij naar subtopper Deportes Tolima en weer anderhalf jaar later werd hij ingelijfd door de Colombiaanse recordkampioen Atlético Nacional. Hij sloot zich op 1 juli 2016 aan bij de club en zag zijn nieuwe ploeggenoten diezelfde maand als toeschouwer de halve finales en finales van de Copa Libertadores 2016 winnen. Uribe werd met Atlético Nacional vervolgens voor het eerst in zijn carrière landskampioen en won ook voor het eerst de nationale beker. Zijn ploeggenoten en hij bereikten ook de finale van de Copa Sudamericana 2016, maar speelden die nooit. In plaats daarvan schonken ze de titel aan Chapecoense nadat het grootste deel van die ploeg omkwam toen LaMia Airlines-vlucht 2933 verongelukte.
Uribe verruilde Atlético Nacional in augustus 2017 voor Club América. Hiermee won hij in 2018 de eerste seizoenshelft van de Liga MX en in 2019 de Clausura-editie van de Copa MX.

## Clubstatistieken
| Seizoen     | Club              | Competitie              | Competitie | Competitie | Beker | Beker | Internationaal | Internationaal | Totaal | Totaal |
| Seizoen     | Club              | Competitie              | Wed.       | Dlp.       | Wed.  | Dlp.  | Wed.           | Dlp.           | Wed.   | Dlp.   |
| ----------- | ----------------- | ----------------------- | ---------- | ---------- | ----- | ----- | -------------- | -------------- | ------ | ------ |
| 2010/11     | Deportivo Español | Primera B Metropolitana | 4          | 2          | 0     | 0     | –              | –              | 4      | 2      |
| Club totaal | Club totaal       | Club totaal             | 4          | 2          | 0     | 0     | 0              | 0              | 4      | 2      |
| 2012        | Envigado          | Primera A               | 15         | 0          | 0     | 0     | 4              | 0              | 19     | 0      |
| 2013        | Envigado          | Primera A               | 14         | 0          | 0     | 0     | –              | –              | 14     | 0      |
| 2014        | Envigado          | Primera A               | 19         | 3          | 0     | 0     | –              | –              | 19     | 3      |
| Club totaal | Club totaal       | Club totaal             | 48         | 3          | 0     | 0     | 4              | 0              | 52     | 3      |
| 2015        | Deportes Tolima   | Primera A               | 23         | 2          | 0     | 0     | 3              | 0              | 26     | 2      |
| 2016        | Deportes Tolima   | Primera A               | 6          | 4          | 0     | 0     | –              | –              | 6      | 4      |
| Club totaal | Club totaal       | Club totaal             | 29         | 6          | 0     | 0     | 3              | 0              | 32     | 6      |
| 2016        | Atlético Nacional | Primera A               | 2          | 1          | 0     | 0     | 7              | 1              | 9      | 2      |
| 2017        | Atlético Nacional | Primera A               | 13         | 5          | 0     | 0     | 4              | 1              | 17     | 6      |
| Club totaal | Club totaal       | Club totaal             | 15         | 6          | 0     | 0     | 11             | 2              | 26     | 8      |
| 2017/18     | Club América      | Liga MX                 | 27         | 11         | 6     | 0     | 5              | 3              | 38     | 14     |
| 2018/19     | Club América      | Liga MX                 | 33         | 3          | 5     | 0     | –              | –              | 38     | 3      |
| 2019/20     | Club América      | Liga MX                 | 2          | 1          | 2     | 0     | –              | –              | 4      | 1      |
| Club totaal | Club totaal       | Club totaal             | 62         | 15         | 13    | 0     | 5              | 3              | 80     | 18     |
| 2019/20     | FC Porto          | Primeira Liga           | 26         | 1          | 7     | 0     | 8              | 0              | 41     | 1      |
| 2020/21     | FC Porto          | Primeira Liga           | 31         | 4          | 6     | 0     | 9              | 1              | 46     | 5      |
| 2021/22     | FC Porto          | Primeira Liga           | 10         | 1          | 1     | 1     | 4              | 0              | 15     | 2      |
| Club totaal | Club totaal       | Club totaal             | 67         | 6          | 14    | 1     | 21             | 1              | 102    | 8      |
| TOTAAL      | TOTAAL            | TOTAAL                  | 225        | 38         | 27    | 1     | 44             | 6              | 296    | 45     |

Bijgewerkt t/m 11 januari 2020

## Interlandcarrière
Uribe debuteerde op 26 januari 2017 in het Colombiaans voetbalelftal, in een met 1–0 verloren oefeninterland in en tegen Brazilië. Hij speelde de hele wedstrijd. Uribe behoorde een jaar later tot de selectie van José Pékerman op het WK 2018. Daar speelde hij in drie van de vier wedstrijden die zijn ploeg actief was op het toernooi. Hij maakte op 9 juni 2019 zijn eerste doelpunten voor het nationale elftal. Hij zorgde toen voor zowel de 0–1 als de 0–2 in een met 0–3 gewonnen oefeninterland in en tegen Peru. Uribe behoorde ook tot de Colombiaanse ploeg op de Copa América 2019. Hierop kwam hij drie keer in actie.

## Erelijst
Atlético Nacional
- Categoría Primera A: Torneo Apertura 2017
- Copa Colombia: 2016
- CONMEBOL Libertadores: 2016
- CONMEBOL Sudamericana: 2017

 América
- Liga MX: Apertura 2018
- Copa MX: Clausura 2019
- Campeón de Campeones: 2019

 Porto
- Primeira Liga: 2019/20
- Taça de Portugal: 2019/20
- Supertaça Cândido de Oliveira: 2020

Individueel
- CONCACAF Champions League Best XI: 2018
- Liga MX Best XI: 2018 Clausura

3 Djaló ·
4 Otávio ·
5 Marcano ·
6 Eustáquio ·
8 Grujić ·
9 Omorodion ·
10 Vieira ·
11 Pepê ·
12 Sanusi ·
13 Galeno ·
14 Ramos ·
15 Sousa ·
17 Jaime ·
18 Wendell ·
19 Namaso ·
20 Franco ·
21 Navarro ·
22 Varela ·
23 Mário ·
24 Pérez ·
27 Gül ·
52 Fernandes ·
70 Borges ·
74 Moura ·
86 Mora ·
94 Portugal ·
97 Pedro ·
99 D. Costa  ·
Coach: Bruno